# Jean-Pierre-Antoine de Béhague
Jean-Pierre Antoine, comte de Béhague de Villeneuve, né le 23 novembre 1727 à Calais et mort le 12 mai 1813 à Londres, est un général et gouverneur colonial français.

## Biographie
Fils de Pierre de Béhague, inspecteur des ponts et canaux du gouvernement de Calais et de Flandres, et de Marie Mollien, il entre au régiment de cavalerie Egmont en tant que cornette le 1er septembre 1744. Il prend part à la guerre de Succession d'Autriche et participe à la bataille de Fontenoy et à la bataille de Lauffeld. Réformé en 1748, après la fin la guerre, il intègre un an plus tard la Maison militaire du Roi et sert dans la deuxième compagnie des mousquetaires.
Le 15 septembre 1755, il est nommé à la tête d'une compagnie dragons au régiment d'Harcourt. En 1760, il est emprisonné pendant quelques mois pour s'être absenté de son poste sans autorisation. Le 18 novembre 1761, il est élevé au grade de lieutenant-colonel par Étienne François de Choiseul puis est reçu à la dignité de chevalier de Saint-Louis le 5 mars 1762. Le 15 avril 1763, il est nommé gouverneur de Cayenne.
Rappelé en France en 1768 il reçoit le grade de brigadier des armées du roi le 20 avril. Il est gouverneur à Brest, Belle-Île, Houat, puis Hoëdic et reçoit le grade de Maréchal de camp le 1er mars 1780. En 1790, il est nommé commandant des départements de l'ancienne province de Bretagne, poste qu'il n'accepte qu'en échange de son élévation au grade de Lieutenant-général et au titre de commandeur de Saint-Louis, ce qui lui est accordé.
Il part ensuite vers février-mars 1791, prendre le commandement de la Martinique comme gouverneur. En décembre son caractère despotique est dénoncé à l'Assemblée nationale qui le remplace par Donatien-Marie-Joseph de Rochambeau. Béhague rejoint alors les Britanniques et l'armée des émigrés.
Il est nommé le 9 mai 1798, général en chef de l'armée catholique et royale de Bretagne, il inspecte la Bretagne en décembre 1798, mais ses manières le font très mal accueillir par les chouans. Il repart pour l'Angleterre et déclare que les chouans ne sont plus actifs en Bretagne. Ceux-ci protestent en envoyant Pierre-Mathurin Mercier la Vendée auprès du comte d'Artois. Béhague conserve le titre officiel de chef de l'armée de Bretagne mais Cadoudal en reçoit officieusement le commandement effectif.
Dans ses mémoires, Julien Guillemot, fils de Pierre Guillemot, qualifie Béhague de « vieillard goutteux et, par conséquent, incapable de beaucoup d'activité ».

## Hommage
Il donne son nom à la Pointe Béhague, en Guyane.

## Sources
1. ↑  Guillemot 1859, p. 144-145.

- « Béhague (Jean-Pierre-Antoine, comte de) », dans Pierre Larousse, Grand dictionnaire universel du XIXe siècle, Paris, Administration du grand dictionnaire universel, 15 vol., 1863-1890 [détail des éditions].
- Georges, comte de Lhomel, Jean-Pierre-Antoine, comte de Béhague, lieutenant général des armées du roi, 1727-1813, 1907
- Julien Guillemot, Lettres à mes neveux sur la Chouannerie, Imprimerie Félix Masseaux, 1859, 299 p. (lire en ligne).